# Gustavsberg (Porzellanfabrik)
Gustavsberg ist der Name einer schwedischen Manufaktur, die Fayence, Porzellan und Keramik herstellt. Gustavsberg beschäftigte einige der wichtigsten Designer skandinavischen Porzellans.

## Geschichte der Manufaktur

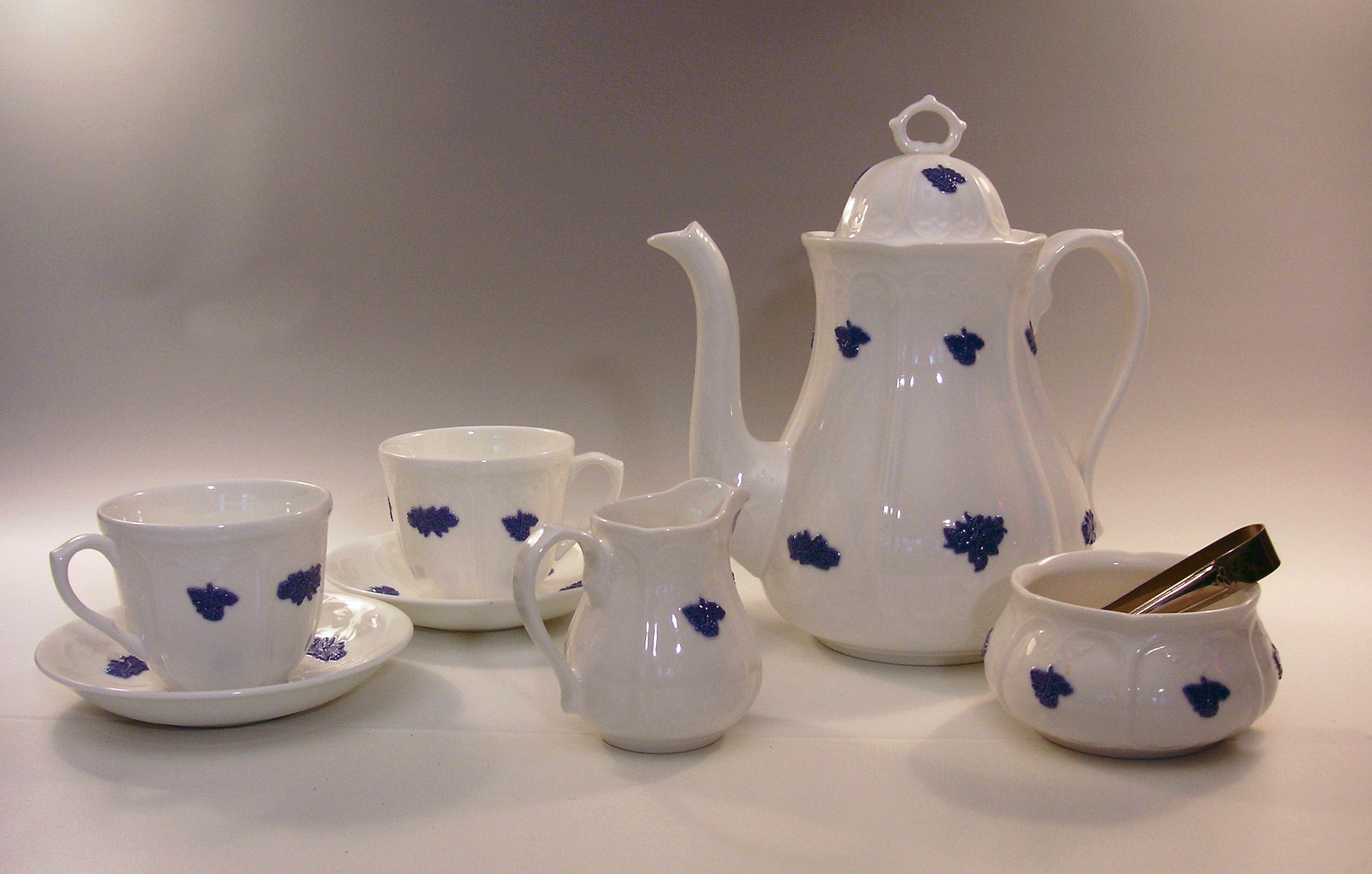
Kaffeeservice Blå Blom

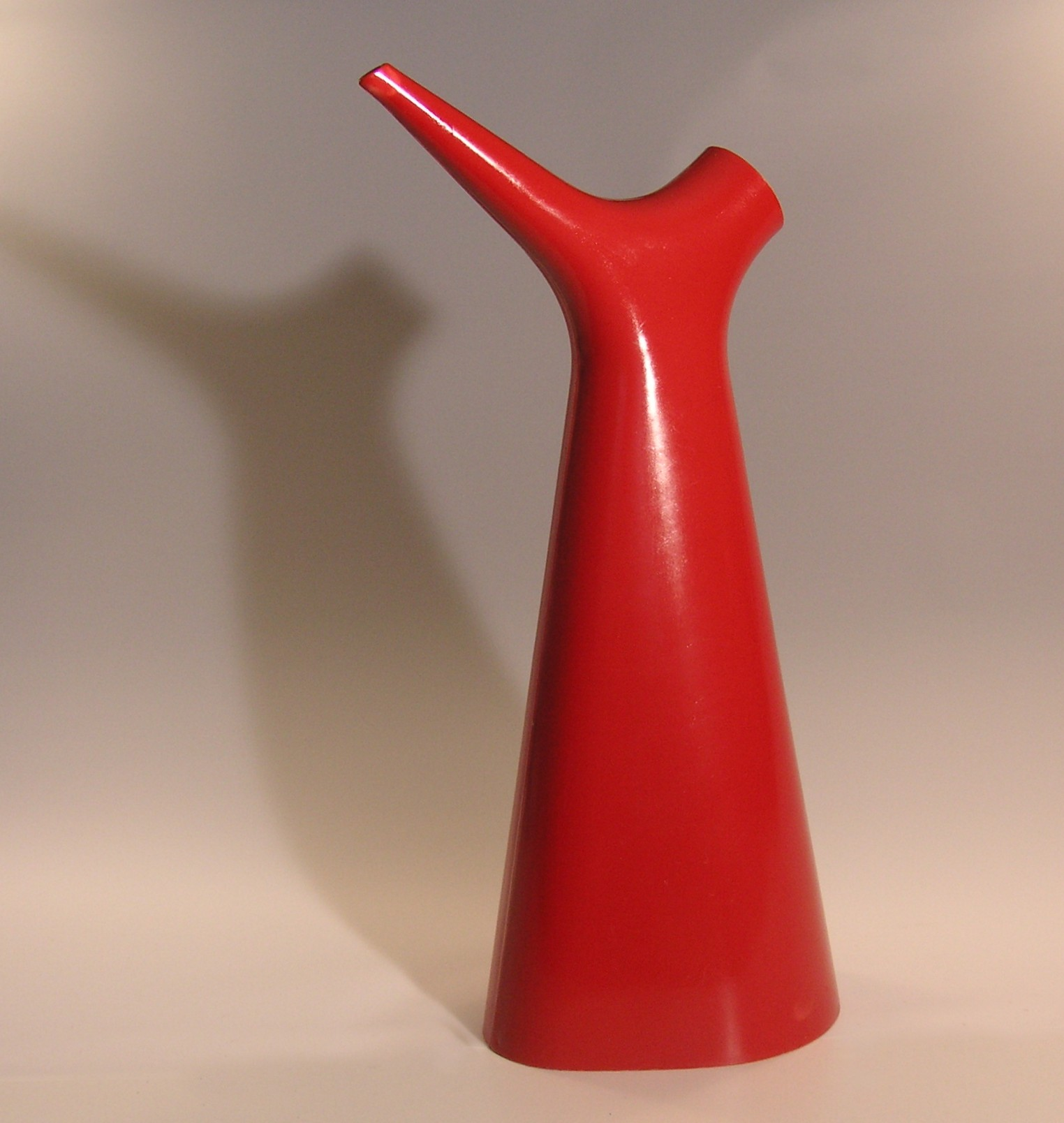
Bregers Wasserkanne

Die Fabrik wurde 1825 im Stockholmer Vorort Gustavsberg gegründet. Der schnell wachsende Ort wurde durch seine progressive Gesellschaftsstruktur berühmt. Die Bedingungen für die Arbeiter waren besser als anderswo, und erst 1919 schlossen sich die Arbeiter einer Gewerkschaft an. 1938 ging die Porzellanfabrik in den Besitz der Genossenschaft Kooperativa Förbundet über. 1987 ging "Gustavsbergs porslinsfabrik" vorübergehend in den Besitz des finnischen Konzerns Wärtsilä über, der auch Rörstrand und Uppsala-Ekeby aufkaufte. Später wurde die Produktion aufgeteilt: AB Gustavsberg stellt Badezimmereinrichtungen und Sanitärporzellan her und war ab 2001 bis zum Verkauf 2025 an die finnische Oras Group ein Tochterunternehmen von Villeroy & Boch.
HPF i Gustavsberg AB, ganz in schwedischem Besitz, stellt weiterhin Tafelporzellan in Gustavsberg her.
So wie die Manufaktur lange ein wichtiger Teil des "folkhemmet" war, so spiegelt auch das Tafelporzellan von Gustavsberg diese Periode wider. Die Stücke mit dem typischen funktionellen Design waren in vielen schwedischen Haushalten der Nachkriegszeit zu finden. Seit 1945 hatte Gustavsberg auch eine Kunststoffabteilung, in der vom Designer Carl-Arne Breger "Mr. Plast" zahlreiche Gebrauchsgegenstände entworfen wurden. Besonders kennzeichnend und originell war ein viereckiger Eimer und eine hohe, schmale Blumen-Wasserkanne, für die man heute (2007) auf Sammlermessen über 1 200 Kronen bezahlen muss, als sie neu war (1957) kostete sie 2:75 Kronen.
Der berühmteste Designer der Manufaktur war Stig Lindberg (1916–1982); ohne ihn hätte die Fabrik die Krise der 1940er Jahre wohl nicht überlebt. Als Nachfolger von Wilhelm Kåge (künstlerischer Leiter von 1917 bis 1948) war er dort künstlerischer Leiter von 1948 bis 1957 und von 1971 bis 1980. Neben ihm hat sich die Keramikerin Karin Björquist einen Namen gemacht; sie war von 1950 bis 1993 bei Gustavsberg. Auch die Figuren von Lisa Larson sind weltbekannt. Teile der Produktion sind im Nordiska Museet in Stockholm und im Porzellanmuseum von Gustavsberg ausgestellt.

## Blå Blom
Die absolut längste Herstellungsperiode hatte das Geschirr Blå Blom (Blaue Blume), das eigentlich keine blauen Blumen im Dekor zeigte, sondern verschlungene Weintrauben und Blätter. Dieses Service wurde ununterbrochen von 1874 bis 2006 hergestellt, die letzten Jahre allerdings in Korea. Blå Blom war damit das in Schweden am längsten produzierte Industrieprodukt.